# Ammodramus maritimus nigrescens
Ammodramus maritimus nigrescens era uma subespécie de andorinha nativa do Sul dos Estados Unidos, extinta em 1990.